# Rosanna Carteri
Rosanna Carteri (Verona, 14 dicembre 1930 – Monte Carlo, 25 ottobre 2020) è stata un soprano italiano.

## Biografia
Veronese di nascita, ma padovana d'adozione, dopo aver vinto un concorso lirico indetto dalla Rai, esordì nel 1949, a soli 19 anni, nel ruolo di Elsa in Lohengrin alle Terme di Caracalla, divenendo ben presto uno dei giovani soprani più apprezzati in personaggi come Alice, Micaela, Liù, Marguerite, cui seguirono ruoli sempre più importanti, come Desdemona e Violetta.
Nel 1951, in La Cecchina ossia La buona figliuola di Niccolò Piccinni, debuttò alla Scala, dove fu presente regolarmente fino ai primi anni sessanta in titoli come La bohème, L'elisir d'amore, Turandot (Liù). Nel 1952 debuttò al Festival di Salisburgo come Desdemona, con la direzione di Wilhelm Furtwängler, e nel 1954 negli Stati Uniti, all'Opera di San Francisco, come Mimì. Nel 1960 esordì alla Royal Opera House di Londra in Tosca e nel 1961 all'Opera di Parigi ne La traviata. Interpretò anche opere contemporanee: Ifigenia e Il calzare d'argento di Ildebrando Pizzetti, Proserpina e lo straniero di Juan José Castro, Il mercante di Venezia di Mario Castelnuovo-Tedesco.
Fu protagonista di diverse edizioni televisive: Otello, La traviata, Manon, Falstaff, Le nozze di Figaro. Nel 1953 fece parte del cast del film Puccini ed ebbe anche una parentesi nella musica leggera, incidendo nel 1960 per la Columbia un 45 giri con due canzoni in gara quell'anno al Festival di Sanremo: È vero e Quando vien la sera. In quello stesso anno fu protagonista di una serie di Carosello per la Plasmon, dedicata alle più famose ninne nanne. 
Nel 1966, a soli 36 anni, annunciò il ritiro dalle scene, durato fino al 1971, quando riapparve per breve tempo e poche esibizioni, abbandonando poi definitivamente l'attività artistica. Nel 1975, seguendo il marito industriale, si trasferì a Monte Carlo, dove si spense alle soglie dei novant'anni.

## Repertorio

Rosanna Carteri durante un balletto televisivo nel 1956

| Ruolo                    | Titolo                                    | Autore       |
| ------------------------ | ----------------------------------------- | ------------ |
| Micaëla                  | Carmen                                    | Bizet        |
| Tat'jana                 | Eugenio Onegin                            | Čajkovskij   |
| Adina                    | L'elisir d'amore                          | Donizetti    |
| Lucia Ashton             | Lucia di Lammermoor                       | Donizetti    |
| Linda                    | Linda di Chamounix                        | Donizetti    |
| Norina                   | Don Pasquale                              | Donizetti    |
| Donna Elvira             | Don Giovanni o sia il convitato di pietra | Gazzaniga    |
| Margherita               | Faust                                     | Gounod       |
| Angelica                 | Orlando                                   | Händel       |
| Suzel                    | L'amico Fritz                             | Mascagni     |
| Silvia                   | Zanetto                                   | Mascagni     |
| Manon Lescaut            | Manon                                     | Massenet     |
| Susanna                  | Le nozze di Figaro                        | Mozart       |
| Zerlina                  | Don Giovanni                              | Mozart       |
| Parasja                  | La fiera di Sorocinčy                     | Musorgskij   |
| Serpina                  | La serva padrona                          | Pergolesi    |
| Cecchina                 | La Cecchina                               | Piccinni     |
| Ifigenia                 | Ifigenia                                  | Pizzetti     |
| Metarosa                 | Il calzare d'argento                      | Pizzetti     |
| Nataša                   | Guerra e pace                             | Prokof'ev    |
| Mimì                     | La bohème                                 | Puccini      |
| Floria Tosca             | Tosca                                     | Puccini      |
| Magda de Civry           | La rondine                                | Puccini      |
| Suor Angelica            | Suor Angelica                             | Puccini      |
| Liù                      | Turandot                                  | Puccini      |
| Amaltea                  | Mosè in Egitto                            | Rossini      |
| Elena                    | La donna del lago                         | Rossini      |
| Bianca                   | Bianca e Falliero                         | Rossini      |
| Matilde d'Asburgo        | Guglielmo Tell                            | Rossini      |
| Gilda                    | Rigoletto                                 | Verdi        |
| Violetta Valéry          | La traviata                               | Verdi        |
| Desdemona                | Otello                                    | Verdi        |
| Mrs. Alice Ford Nannetta | Falstaff                                  | Verdi        |
| Elsa di Brabante         | Lohengrin                                 | Wagner       |
| Lucieta                  | I quatro rusteghi                         | Wolf-Ferrari |

## Discografia

### Incisioni in studio
- Falstaff (Alice), dir. Mario Rossi - con Giuseppe Taddei, Saturno Meletti, Amalia Pini, Lina Pagliughi, Emilio Renzi. 1949 RAI-Torino, ed. Cetra
- Suor Angelica, dir. Fernando Previtali - con Miti Truccato Pace, Marta Solaro, Amelia Minniti. 1950 Cetra
- La bohème, dir. Gabriele Santini - con Ferruccio Tagliavini, Giuseppe Taddei, Cesare Siepi, Elvina Ramella. 1952 Cetra
- Guglielmo Tell (Mathilde), dir. Mario Rossi - con Giuseppe Taddei, Mario Filippeschi, Giorgio Tozzi, Graziella Sciutti. 1952 RAI-Torino, ed. Cetra
- Manon, dir. Vittorio Gui - con Giacinto Prandelli, Afro Poli. 1952 RAI-Milano, ed. GOP (reg. audio di video RAI)
- La serva padrona, dir. Carlo Maria Giulini - con Nicola Rossi-Lemeni. 1955 Columbia/EMI
- La traviata, dir. Pierre Monteux - con Cesare Valletti, Leonard Warren. 1956 RCA
- Otello, dir. Tullio Serafin - con Mario Del Monaco, Renato Capecchi. 1958 RAI-Milano, ed. Gala (parte audio di video RAI)
- L'elisir d'amore, dir. Tullio Serafin - con Luigi Alva, Rolando Panerai, Giuseppe Taddei. 1958 EMI

### Registrazioni dal vivo
- Guerra e pace (Vojna i Mir), dir. Artur Rodzinsky - con Franco Corelli, Ettore Bastianini, Fedora Barbieri, Renato Capecchi. 1953 Firenze, ed. Melodram
- L'amico Fritz, dir. Vittorio Gui - con Cesare Valletti, Carlo Tagliabue. 1953 Milano, ed. Bongiovanni/GOP
- Falstaff (Nannetta), dir. Mario Rossi - con Giuseppe Taddei, Anna Maria Rovere, Anna Maria Canali, Aldo Protti, Oralia Domínguez, Nicola Monti. 1953 RAI-Milano ed. GOP
- La traviata, dir. Fernando Previtali - con Gianni Poggi, Carlo Tagliabue. 1953 RAI-Roma
- I quatro rusteghi, dir. Antonino Votto - con Nicola Rossi-Lemeni, Cloe Elmo, Cesare Valletti, Ilva Ligabue, Silvio Maionica. 1954 La Scala, ed. Cetra
- Carmen, dir. Herbert von Karajan - con Giulietta Simionato, Giuseppe Di Stefano, Michel Roux. 1955 La Scala, ed. GOP/Myto
- Moïse et Pharaon, dir. Tullio Serafin - con Anita Cerquetti, Nicola Rossi-Lemeni, Giuseppe Taddei. 1956 RAI Roma, ed. Eklipse/Bongiovanni/Living Stage.
- L'elisir d'amore, dir. Nino Sanzogno - con Giuseppe Di Stefano, Fernando Corena, Giulio Fioravanti. 1957 La Scala, ed. Myto
- La donna del lago, dir. Tullio Serafin - con Cesare Valletti, Paolo Washington. 1958 Firenze, ed. EJS/MRF
- Turandot, dir. Antonino Votto - con Birgit Nilsson, Giuseppe Di Stefano, Giuseppe Modesti. 1958 La Scala, ed Cetra/Opera D'Oro

## Video

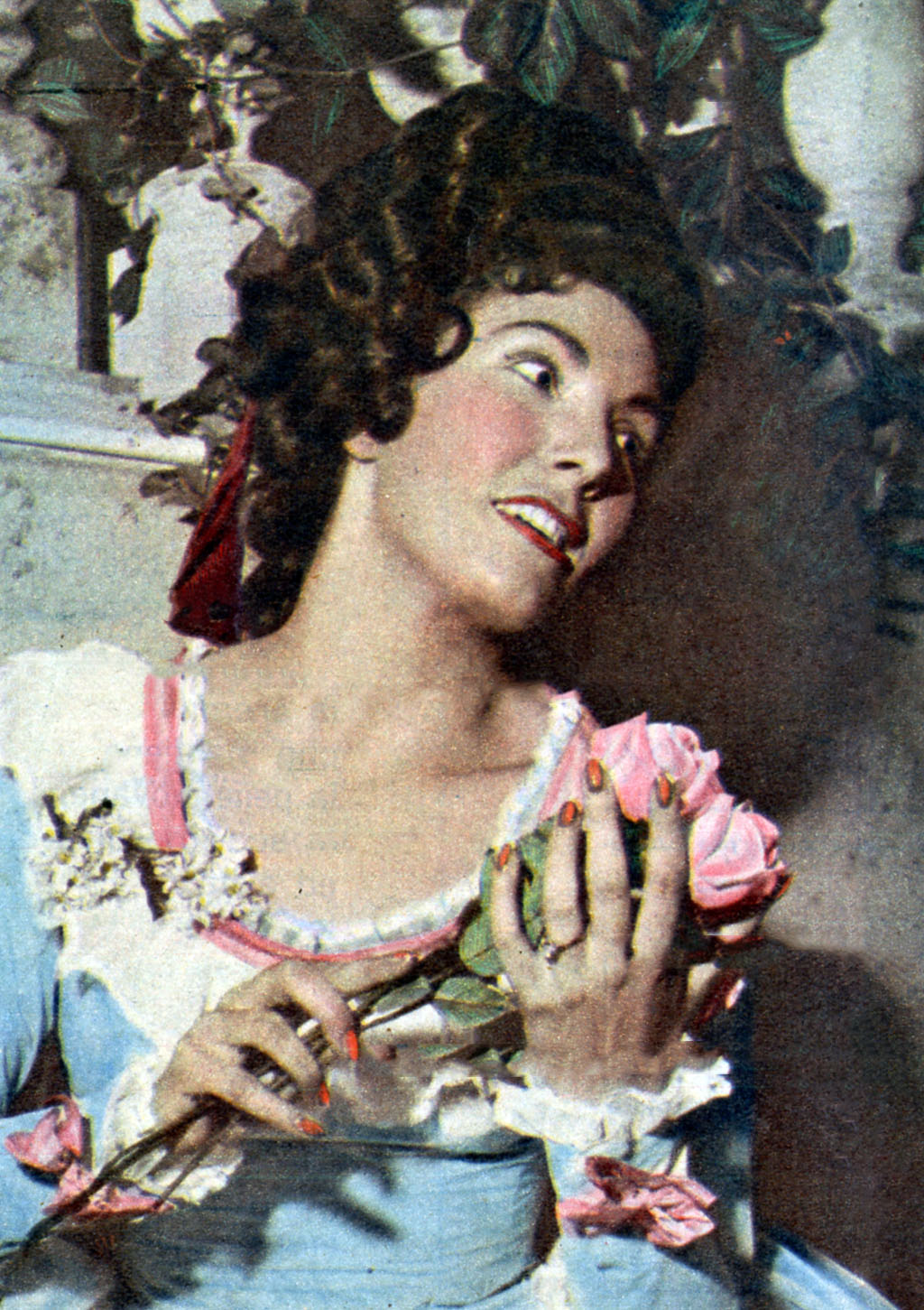
Rosanna Carteri ne Le nozze di Figaro RAI 1956

- Manon (in ital.), dir. Vittorio Gui - con Giacinto Prandelli, Afro Poli. 1952 video-RAI, ed. VAI
- La traviata, dir. Nino Sanzogno - con Nicola Filacuridi, Carlo Tagliabue. 1954 video RAI, ed. BCS/Encore/House of Opera
- Le nozze di Figaro (Susanna), dir. Nino Sanzogno - con Nicola Rossi-Lemeni, Marcella Pobbe, Heinz Rehfuss, Dora Gatta. 1956 Video-RAI ed. Hardy Classic
- Falstaff, dir. Tullio Serafin - con Giuseppe Taddei, Anna Maria Canali, Scipio Colombo, Anna Moffo, Luigi Alva. 1956 Video-RAI, ed. VAI
- Otello, dir. Tullio Serafin - con Mario Del Monaco, Renato Capecchi. 1958 video-RAI, ed. Hardy Classic
- La rondine, dir. Vincenzo Bellezza - con Giuseppe Gismondo, Giuseppe Valdengo, Ornella Rovero, Gino Sinimberghi. 1958 Napoli, ed. Hardy/VAI

### 45 giri
- 1960: Quando vien la sera/È vero (Columbia, SCDQ 2092)